# Brigitte Englisch
Brigitte Englisch (* 16. Februar 1964 in Lüdenscheid) ist eine deutsche Historikerin.

## Leben
Brigitte Englisch studierte von 1983 bis 1989 Geschichte an der Ruhr-Universität Bochum und wurde 1992 dort promoviert. Anschließend hatte sie Lehraufträge an den Universitäten Bochum und Hagen. Von 1995 bis 1997 war sie wissenschaftliche Mitarbeiterin an der Universität Münster. Von 1998 bis 2001 nahm sie Lehraufträge an den Universitäten Bremen und Hamburg wahr. Im Jahr 2000 habilitierte sie sich an der Universität Hamburg und wurde 2001 an die Universität Paderborn berufen.
Brigitte Englischs Forschungsschwerpunkte sind die Bildungs- und Intellektualitätsgeschichte des Mittelalters, die Mentalitätsgeschichte im Früh- und Hochmittelalter, die Geschichte der germanischen Nachfolgestaaten (Frankenreich, Angelsachsen, Westgoten, Ostgoten), die Geschichte des Frankenreichs und Deutschlands im frühen und hohen Mittelalter, die Geschichte der Mathematik und der Naturwissenschaften, die Technikgeschichte, die Kirche und die religiösen Bewegungen im Mittelalter, die westfälische Landesgeschichte, die Wirtschafts- und Sozialgeschichte sowie die Gender History. Sie betreibt Historische Hilfswissenschaften mit den Schwerpunkten Historische Kartographie, Historische Chronologie und Paläographie.

## Schriften (Auswahl)
- Die Artes liberales im frühen Mittelalter (5.–9. Jh.). Das Quadrivium und der Komputus als Indikatoren für Kontinuität und Erneuerung der exakten Wissenschaften zwischen Antike und Mittelalter (= Sudhoffs Archiv. Beihefte. Bd. 33), Stuttgart 1994.
- Zeiterfassung und Kalenderprogrammatik in der frühen Karolingerzeit. Das Kalendarium der Hs. Köln DB 83–2 und die Synode von Soissons 744 (= Beihefte der Zeitschrift Francia, Reihe Instrumenta), Sigmaringen 2002.
- ...navigemus contra occidentalem plagam ad insulam que dicitur terra repromissionis. Die Entdeckung Amerikas aus dem Weltbild des Mittelalters (= Paderborner Universitätsreden. Bd. 81), Paderborn 2002.
- Ordo orbis terrae. Die Weltsicht in den Mappae mundi des frühen und hohen Mittelalters (= Vorstellungswelten des Mittelalters. Bd. 3), Berlin 2002.
- Ostern zwischen Arianismus und Katholizismus. Zur Komputistik in den Reichen der Westgoten im 6. und 7. Jh., in: Proceedings of the 2nd International Conference on the Science of Computus in Ireland and Europe, Galway 11–13 July, 2008, hrsg. v. Immo Warntjes und Dáibhí Ó Cróinin, Turnhout 2011, S. 76–109.
- Osterfest und Weltchronistik in den westgotischen Reichen, in: Late Antique Calendrical Thought and its Reception in the Early Middle Ages, hrsg. v. Immo Warntjes und Dáibhí Ó Cróinin, Turnhout 2017, S. 182–211.
- ...vel silvae maiores vel montium iuga – Die räumliche Erschließung Westfalens im frühen Mittelalter (7.–9. Jh.), in: Total Regional. Studien zur frühneuzeitlichen Sozial- und Wirtschaftsgeschichte. Festschrift für Frank Göttmann zum 65. Geburtstag. Regensburg 2011, S. 13–32.
- Isidor von Sevilla, Leben und Werk, in: 60 Porträts aus dem Kirchenrecht. Leben und Werk bedeutender Kanonisten, hrsg. v. Philipp Thull, 2017, S. 55–75.
- Mappa mundi – Die St. Galler Kartentradition des frühen Mittelalters (= Helvetia Archaeologica. Bd. 186/188), Basel 2016.
- Passio domini? Grundlagen und Entwicklungen chronologischer Systeme im frühen Mittelalter, in: Stefan Pätzold (Hrsg.): Chroniken als Quellen landesgeschichtlicher Forschung (= Westfälische Quellen- und Archivpublikationen. Bd. 32), Münster 2023, S. 133–163.